# Стара кућа зв. „Турска амбасада“ у Нишу
Стара кућа „Турска амбасада” је непокретно културно добро сачувано из турског периода у ком је био некадашњи Турски конзулат. Налази се у централном делу Ниша, у улици Петра Вучинића 16.,и саграђена је у педиоду од 1861-1864.године. 

## Опис и историјат
Кућа је била у власништву турског аге који се након ослобођења Ниша вратио у Турску. 
Кућа је приземна, симетричног типа и поседује избачене дводелне доксате на дрвеним стубовима. Таваница на доксату је украшена а стубови су изрезбарени.
Унутрашњост садржи централни хол, две велике гостинске собе у предњем и три мале и задњем делу. Позади су двоја мања дрвена врата ојачана металним украсима. Једна воде у просторије са оџаклијом, а друга у кухињу. 
Кућа је покривена ћерамидом, а поткровље истакнуто избаченом стрехом, што је тада карактерисало богатије објекте.
Након слобођења од Турака у раздобљу од 1878. до 1915. године у њој је отворено неколико конзулата: Аустроугарски, Турски, Руски, Енглески, Грчки, Белгијски, Француски, Италијански и Немачки.

## Реконстуркција
Стара кућа је комплетно реконструисана 2009. године. 